# Eastwind-Gletscher
Der Eastwind-Gletscher ist ein antarktischer Gletscher, der die Südhänge des Mount Terror im Südosten der Ross-Insel entwässert. Er fließt in südwestlicher Richtung und fließt bei der Mündung in die Fog Bay mit der Ostflanke des Terror-Gletschers zusammen.
Benannt ist der Gletscher nach dem Eisbrecher USCGC Eastwind, der bei den Deep Freeze Operationen der United States Navy in den Jahren von 1955 bis 1956 sowie von 1966 bis 1967 zum Einsatz kam.